# Eugnathogobius stictos
Eugnathogobius stictos es una especie de pez de la familia de los Gobiidae en el orden de los Perciformes.

## Morfología
Los machos pueden llegar a alcanzar los 2,2 cm de longitud total.

## Hábitat
Es un pez de Agua dulce, de clima tropical. 

## Distribución geográfica
Se encuentra en Australia: el Territorio del Norte. 

## Observaciones
Es inofensivo para los humanos. 